# تاكاهيرو إينوي
تاكاهيرو إينوي (باليابانية: 井上 孝浩) (16 أغسطس 1980 في فوكوكا في اليابان – )؛ هو لاعب كرة قدم سابق كان يلعب كمدافع.